# Hans Fischer
Hans Fischer (Höchst am Main, 1881. július 27. – München, 1945. március 31.) német vegyész. 1930-ban kémiai Nobel-díjban részesült a hemin és klorofill szerkezetének felderítéséért és a hemin szintéziséért.

## Pályafutása
Hans Fischer 1881. július 27-én született Höchst am Main-ban (ma Frankfurt egyik kerülete). Apja Dr. Eugen Fischer a Stuttgarti Műszaki Főiskola docense és egy wiesbadeni vegyiüzem igazgatója, anyja pedig Anna Fischer (leánykori nevén Herdegen) volt. Stuttgartban járt elemi iskolába, majd wiesbadeni humángimnázium diákja volt, ahol 1899-ben érettségizett. Előbbi a lausanne-i, majd a marburgi egyetemen tanult párhuzamosan kémiát és orvostudományt. 1904-ben megkapta vegyészi oklevelét; 1908-ban Münchenben orvosi diplomát is szerzett.
Rövid ideig egy müncheni klinika munkatársa volt, majd Berlinben a Nobel-díjas Emil Fischer asszisztenseként dolgozott két évet. 1911-ben visszatért Münchenbe, és a Lajos–Miksa Egyetemen adott elő belgyógyászatot. 1913-tól az Élettani Intézet munkatársaként élettant oktatott, majd 1916-ban az Innsbrucki Egyetem meghívására átvette Adolf Windaus helyét az orvosi kémiai tanszék élén. Három évvel később, 1918-ban a Bécsi Egyetemre ment át, majd 1921-ben átvette Heinrich Wieland szerves kémia katedráját a Müncheni Műszaki Főiskolán, ahol aztán haláláig dolgozott.

## Munkássága
Fischer pályafutása kezdetétől, 1911-től a heterociklusos vegyületeket, ezen belül a pirrolokat tanulmányozta. 1915-ben kimutatta, hogy az akkor felfedezett örökletes porfíriában a betegek vizelete és ürüléke uroporfirint és koproporfirint tartalmaz. 

### A hemoglobin

A hem B szerkezete

Fischer ezután a hemoglobinnal kezdett foglalkozni, amely a vér oxigénszállítását végzi. A hemoglobin négy globinfehérjén kívül egy heterociklusos, vastartalmú, bonyolult vegyületet, a hemcsoportot tartalmazza, utóbbi köti meg az oxigént. Ekkor már ismert volt – részben Fischer munkája révén – , hogy a hem, illetve a könnyebben kezelhető hem-klorid vagy hemin 76 atomot tartalmaz és képlete C34H32O4N4FeCl, de összekapcsolódásuk módja ismeretlen maradt. Azt addig is tudták, hogy a vasatom eltávolítása után porfirin marad hátra, amelyben nitrogéntartalmú heterociklusos pirrolgyűrűk vannak. Fischer mesterségesen szintetizált egy négy pirrolt tartalmazó "porfint", majd sikerült bebizonyítania, hogy a porfirinekben megtalálható ugyanez a struktúra, bár a természetes molekulák változatosabbak voltak, a hidrogénatomok helyét különböző metil, etil, vinil stb. csoportok foglalták el.
1926-ra Fischer felfedezte a porfirin szintézisének módját és több mint 130 különböző változatot állított elő. Felismerte, hogy a vasatom a molekula közepén helyezkedik el. Meghatározta a hemoglobin bomlástermékeit és azt, hogy az egyszerűbb molekulák esetében kisebb változatosságra számíthat. A mezoporfirinnak 15 lehetséges izomerje volt, és Fischer 12-t elkészített és rájött hogy 9. molekulája azonos a heminből kapott mezoporfirinnal. 1929-re elkészült a protoporfirin szintézisével is, amibe a vasatomot helyezve a természetessel minden szempontból azonos hemint kapott.

### A klorofill
A heminnel párhuzamosan Fischer elkezdett dolgozni a klorofillal is; pályafutása során közel 130 cikket írt ebben a témában. Richard Willstätter 1912-ben kimutatta, hogy a növények kétféle klorofillt, a és b változatot tartalmaznak és hogy a klorofillban porfiringyűrű található, melyet ő a hemoglobinéval azonosnak vélt. Fischer hosszas munkával és számos izomer szintetizálásával megállapította a klorofill-a szerkezetét, valamint azt, hogy a vasatomot helyettesítő magnéziumatom szintén a molekula közepén foglal helyet. Kimutatta, hogy a klorofill-b molekulája majdnem azonos a klorofill-a-val, csak egy metilcsoport helyett formilcsoportot tartalmaz.
Pályafutása végén Fischer az epe színanyagait, a bilirubint és biliverdint tanulmányozta. Ezek a vegyületek akkor már majdnem egy évszázada ismertek voltak, de kémiai szerkezetüket homály fedte. Fischer megállapította porfirinszerkezetüket, 1942-ben sikeresen szintetizálta a biliverdint, 1944-ben pedig a bonyolultabb bilirubint is.
Fischer nem csak remek vegyész, de kutatóintézetének tehetséges szervezője is volt és munkatársai és a diákok körében nagyon népszerű volt. Bár fiatalon tüdőbajon esett át, szabad idejében hegyet mászott, síelt és autózott. 1935-ben, 54 évesen feleségül vette Wiltrud Haufét, gyermekeik nem születtek.

## Elismerései
Hans Fischer 1930-ban megkapta a kémiai Nobel-díjat a hemin szerkezetének megállapításáért és szintéziséért. Ezenkívül 1925-ben titkos államtanácsossá (Geheimer Regierungsrat) nevezték ki, 1929-ben megkapta a Liebig-emlékérmet és 1937-ben a Davy-érmet. A Holdon róla és Emil Fischerről nevezték el a Fischer-krátert.
Hans Fischer 1945. március 31-én, húsvét vasárnapján öngyilkos lett, miután intézete, laboratóriuma, egész addigi munkája áldozatául esett a szövetségesek bombázásának.